# Kovács György (ejtőernyős)
Kovács György (Nyíregyháza, 1933. április 24. – 1996) magyar újságíró, ejtőernyős sportoló és oktató.

## Életpálya
Az MHS (a későbbi MHSZ) Szabolcs-Szatmár-Bereg megyei ejtőernyősök oktatója.  Több, mint 1500 fiatalt ismertetett meg a legbátrabbak sportjával. 1951-ben kezdte a kiképzéseket, majd végrehajtotta az első ugrást. 1966-ban az 1000. ugrásnál egy An–2-es gépből, 2000 méteres magasságból 20 másodperces késleltetéssel nyitotta ki ernyőjét. Ezer ugrásból közel 800 zuhanórepüléssel indult, ami közel 10 órás szabadon repülést jelent. Több országos rekordot ért el. Emlékirataiban részletes leírta az csúcs ugrás történetét. 1513. ugrása volt a csúcs teljesítmény. Számos országos és területi versenyen ért el komoly eredményeket,

## Sportegyesületei
- Dunaújvárosi Repülő Klub
- Nyíregyházi Repülő Klub
- Vörös Meteor Ejtőernyős Sport Klub

## Sporteredmények

### Magassági csúcs 8070
1962. május 5-én egy HA-MAE felségjelű Il–14-es (az akkor rendelkezésre álló repülőgépekből csak ez volt alkalmas ilyen magasságba emelkedni) Malév repülőgép – pilóta Kapitány István – segítségével a nyíregyházi repülőtérről indult a csúcsbeállító csapat tagjaként. Az ugrás tagjai tapasztalt ejtőernyősök voltak: Aradi András, Bakos István, H. Nagy Imre, Kovács György, Miklós László, Mészáros József, Pozsonyi Imre, Rónai Mihály és Szabó Pál. Ugrás közben speciális ruházatot, oxigénpalackot és légzőkészüléket is viseltek. Ugrás után másodpercenként 75-80 métert zuhantak, 120 másodperces zuhanás után nyitottak ernyőt.  A végrehajtott magassági csúcsbeállítás 8070 méter volt (-45 C fok), amivel megdöntötték az addigi magassági rekordnak számító 6270 métert. Magyarországon egyedülálló teljesítmény, amit 2012-ig nem döntöttek meg.

### Magyar bajnokság
- A VI. Magyar Ejtőernyős Nemzeti Bajnokságot 1959. július 25. és augusztus 8. között Budaörsön rendezték, ahol
  - az 1000 méteres célba ugrás ezüstérmese,
  - az 1500 méteres célba ugrásban /azonnali nyitással/ bronzérmes lett,
- A VII. Magyar Ejtőernyős Nemzeti Bajnokságra 1960. június 26. és július 3. között került sor Budaörsön, ahol
  - a 2000 méteres csoportos kombinált ugrásban csapata, a Dunaújvárosi Repülő Klub a bronzérmet érte el,

## Szakmai sikerek
A Magyar Népköztársaság Érdemes Sportolója.

## Külső hivatkozások
- Kovács György. szon.hu. [2012. május 26-i dátummal az eredetiből archiválva]. (Hozzáférés: 2012. május 5.)